# Чемпіонат світу з кросу 2013
Чемпіонат світу з кросу 2013 був проведений 24 березня в Бидгощі.
Місце кожної країни у командному заліку у кожному забігу визначалося сумою місць, які посіли перші четверо спортсменів цієї країни.

## Чоловіки
| Першість | Золото                                                                                | Золото                     | Срібло                                                               | Срібло                 | Бронза                                                                                         | Бронза                |
| -------- | ------------------------------------------------------------------------------------- | -------------------------- | -------------------------------------------------------------------- | ---------------------- | ---------------------------------------------------------------------------------------------- | --------------------- |
| Особиста | Джафет Корір Кенія                                                                    | 32.45                      | Імане Мерга Ефіопія                                                  | 32.51                  | Теклемаріам Медхін Еритрея                                                                     | 32.54                 |
| Командна | ЕфіопіяІмане Мерга Феїса Лілеса Абера Чане Тесфає Абера Мосінет Геремеу Їгрем Демелаш | 38 очок2 9 13 14 (24) (69) | СШАБен Тру Кріс Деррік Раян Вейл Боббі Мек Елліотт Гіт Джеймс Стренг | 526 10 17 19 (30) (37) | КеніяДжафет Корір Хосея Мачаріньянг Джеффрі Кіруї Тімоті Кіптоо Філемон Роно Джонатан Ндіку[a] | 541 12 15 26 (36) DNF |

| Першість | Золото                                                                                    | Золото                    | Срібло                                                                                        | Срібло               | Бронза                                                                                           | Бронза                 |
| -------- | ----------------------------------------------------------------------------------------- | ------------------------- | --------------------------------------------------------------------------------------------- | -------------------- | ------------------------------------------------------------------------------------------------ | ---------------------- |
| Особиста | Хагос Гебрхівет Ефіопія                                                                   | 21.04                     | Леонард Барсотон Кенія                                                                        | 21.08                | Муктар Едріс Ефіопія                                                                             | 21.13                  |
| Командна | ЕфіопіяХагос Гебрхівет Муктар Едріс Бірхан Небебеу Їхунілінь Адане Бонса Діда Цегай Хілуф | 23 очки1 3 6 13 (17) (25) | КеніяЛеонард Барсотон Консеслус Кіпруто Рональд Квемої Майкл Бетт Мозес Муконо Еммануель Бетт | 262 5 9 10 (11) (22) | МароккоМохаммед Абід Зухер Тальбі Омар Аїт Шиташен Гассан Гашуї Джауад Шемлаль Маруан Кахлауї[a] | 6512 14 18 21 (23) DNF |

a  Регламент змагань не передбачав вручення медалі за підсумками командного заліку тим спортсменам, які не дістались фінішу.

## Жінки
| Першість | Золото                                                                                 | Золото                   | Срібло                                                                                        | Срібло               | Бронза                                                                         | Бронза           |
| -------- | -------------------------------------------------------------------------------------- | ------------------------ | --------------------------------------------------------------------------------------------- | -------------------- | ------------------------------------------------------------------------------ | ---------------- |
| Особиста | Емілі Чебет Кенія                                                                      | 24.24                    | Хівот Аялеу Ефіопія                                                                           | 24.27                | Белайнеш Ольджіра Ефіопія                                                      | 24.33            |
| Командна | КеніяЕмілі Чебет Маргарет Муріукі Джанет Кіса Віола Кібівот Айрін Чептаї Беатріс Мутаї | 19 очок1 5 6 7 (10) (11) | ЕфіопіяХівот Аялеу Белайнеш Ольджіра Генет Аялеу Суле Утура Єбркуал Мелесе Меселеч Мелкаму[a] | 482 3 15 28 (29) DNF | БахрейнШітає Ешете Теджіту Даба Каріма Салех Джассем Гензебе Шамі Астер Тесфає | 734 8 20 41 (52) |

a  Регламент змагань не передбачав вручення медалі за підсумками командного заліку тим спортсменам, які не дістались фінішу.
| Першість | Золото                                                                                             | Золото                  | Срібло                                                                                    | Срібло              | Бронза                                                                                                  | Бронза                  |
| -------- | -------------------------------------------------------------------------------------------------- | ----------------------- | ----------------------------------------------------------------------------------------- | ------------------- | --- | ----------------------- |
| Особиста | Фейт Кіп'єгон Кенія                                                                                | 17.51                   | Агнес Джебет Тіроп Кенія                                                                  | 17.51               | Алеміту Хароє Ефіопія                                                                                   | 17.57                   |
| Командна | КеніяФейт Кіп'єгон Агнес Джебет Тіроп Керолайн Кіпкіруї Роузлін Чепнгетіч Шейла Кетер Полін Камулу | 14 очок1 2 4 7 (8) (11) | ЕфіопіяАлеміту Хароє Руті Ага Софія Шемсу Бузе Діріба Алеміту Хаві Гойтатом Гебреселассіє | 233 5 6 9 (10) (12) | Велика БританіяЕмелія Горецька Джорджія Тейлор-Браун Емі-Елоїз Ніл Боббі Клей Ребекка Вестон Алекс Клей | 8116 17 21 27 (33) (35) |

## Медальний залік
| Місце               | Країна              | Золото | Срібло | Бронза | Загалом |
| ------------------- | ------------------- | ------ | ------ | ------ | ------- |
| 1                   | Кенія               | 5      | 3      | 1      | 9       |
| 2                   | Ефіопія             | 3      | 4      | 3      | 10      |
| 3                   | США                 | 0      | 1      | 0      | 1       |
| 4                   | Бахрейн             | 0      | 0      | 1      | 1       |
| 4                   | Велика Британія     | 0      | 0      | 1      | 1       |
| 4                   | Еритрея             | 0      | 0      | 1      | 1       |
| 4                   | Марокко             | 0      | 0      | 1      | 1       |
| Загалом (7 збірних) | Загалом (7 збірних) | 8      | 8      | 8      | 24      |

## Українці на чемпіонаті
Сьомий чемпіонат поспіль українські кросмени участі в світовій першості з кросу не брали.

## Відео
- Підсумки чемпіонату на YouTube